# Estação Zapaden Park

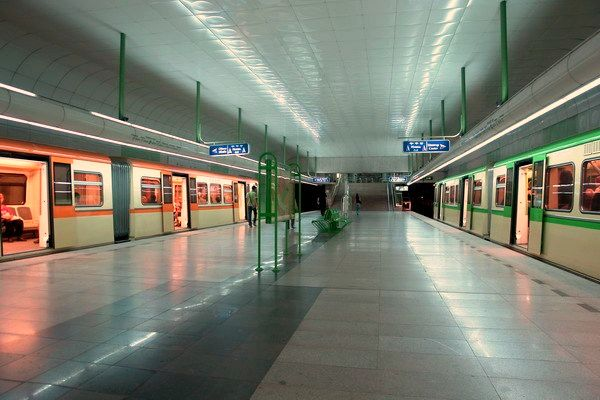
Estação Zapaden Park do Metropolitano de Sófia.

A Estação Metroviária Zapaden Park é uma estação da linha principal do Metropolitano de Sófia, na Bulgária. A estação, que entrou em operação em 28 de janeiro de 1998, é precedida pela Estação Lyulin e sucedida pela Estação Vardar, no sentido Obelya-Mladost 1.